# Alice Volpi
Alice Volpi (Siena, 15 aprile 1992) è una schermitrice italiana, specializzata nel fioretto.

## Biografia

### 2006-2015: Categorie giovanili e primi anni in Coppa del Mondo
Nata da padre senese e madre brasiliana, originaria di Rio de Janeiro, schermisticamente è nata e cresciuta presso la Sezione Scherma del CUS Siena sotto la guida del Maestro Daniele Giannini. 
Nel 2006 si laurea campionessa italiana allieve, nel 2009 conquista la medaglia d'argento individuale ed a squadre ai Campionati mondiali giovanili di Belfast e campionessa italiana cadette. Nel 2010 vince il bronzo ai Mondiali giovanili di Baku e campionessa italiana under 23, l'anno dopo vince l'oro a squadre ai suoi terzi mondiali giovanili ad Amman.
Nel 2012 conquista ancora l'oro sia individuale che a squadre ai Mondiali giovanili di Mosca. Pur se giovanissima, la Federazione Italiana Scherma le consente di partecipare al circuito di Coppa del mondo, facendole acquisire importanti esperienze che la portano negli anni successivi a conquistare l'argento individuale in a Shanghai nella stagione 2011-2012, l'argento a Budapest nel 2013-2014) ed il bronzo ancora al Grand Prix di Shanghai nel 2014-2015. Nel 2015 vince l'oro individuale ai Giochi europei di Baku ed il bronzo individuale e l'argento a squadre alle Universiadi di Kazan.

### 2015-2024: Risultati ai mondiali
All'inizio della stagione agonistica 2015-2016 trasferisce la sua sede di allenamento presso il Club scherma Jesi sotto la guida del team tecnico formato dal Maestro Giovanna Trillini e la preparatrice atletica Annalisa Coltorti. Nelle due stagioni successive in Coppa del Mondo e nei Grand Prix vince la prova di Torino due bronzi individuali e cinque vittorie con la squadra. A fine stagione cambia nuovamente sede di allenamento spostandosi a Frascati presso l'ASD Frascati Scherma, per allenarsi insiema al compagno Daniele Garozzo.
Agli Europei 2017 a Tbilisi raggiunge la semifinale, ma viene sconfitta dalla russa Inna Deriglazova per 15 a 9, ma si vendica nella gara a squadre battendo in finale la Russia Martina Batini, Arianna Errigo e Camilla Mancini, un mese dopo la stessa Deriglazova la sconfigge in finale ai Mondiali di Lipsia, ma ancora una volta vince l'oro a squadre con le stesse compagne dei precedenti europei.
Nella stagione 2017-2018 vince la prova di Coppa del Mondo di Algeri e conquista il secondo posto a Cancún, Saint-Maur-des-Fossés ed al Grand Prix di Torino, chiudendo la stagione al secondo posto dietro la Deriglazova.
Nel giugno 2018 si laurea campionessa italiana individuale e a squadre e vince il bronzo individuale e l'oro a squadre agli Europei di Novi Sad. A luglio partecipa ai Mondiali di Wuxi, dove si laurea per la prima volta campionessa del mondo avendo la meglio in finale della francese Ysaora Thibus, mentre a squadre viene sconfitta in finale dagli Stati Uniti.
Nel 2021 partecipa ai suoi primi Giochi olimpici a Tokyo 2020. In Giappone, dopo aver sconfitto la connazionale Arianna Errigo ai quarti, viene battuta da Deriglazova in semifinale e, nella finalina per il bronzo, perde all'ultima stoccata con l'altra russa Larisa Korobejnikova. Nella gara a squadre, insieme a Erica Cipressa, Arianna Errigo e Martina Batini, perde ancora in semifinale contro le francesi, ma questa volta ha la meglio nella finale di consolazione sopravanzando gli Stati Uniti per 45 a 23, vincendo così la medaglia di bronzo.
Agli Europei di Adalia del 2022 vince il bronzo individuale e l'oro nella gara a squadre insieme ad Arianna Errigo, Martina Favaretto e Francesca Palumbo. Con le stesse compagne, il 22 luglio successivo, vince l'oro a squadre ai Mondiali di Il Cairo, ma delude nell'individuale perdendo ai sedicesimi di finale contro Maia Weintraub.
Il 15 agosto 2022 ha ricevuto il Mangia 2022, riconoscimento della Città di Siena riservato ai cittadini che hanno onorato nel mondo l'appartenenza alla città.
Nel 2023 partecipa agli Europei di Plovdiv vincendo il Bronzo in una gara in cui il podio vede quattro schermitrici italiane nelle prime quattro posizioni, con cui tre giorni dopo vince pure l'Oro nella gara a squadre ai III Giochi europei di Cracovia.
A luglio partecipa ai Mondiali di Milano, dove si laurea per la seconda volta campionessa del mondo sconfiggendo in finale Arianna Errigo per 15 a 10. a cui segue il terzo oro a squadre superando in finale la Francia per 45 a 39 insieme ad Arianna Errigo, Martina Favaretto e Francesca Palumbo.
Con le stesse compagne, il 23 giugno 2024, vince l'oro agli europei di scherma di Basilea battendo in finale la Polonia per 45 a 27.
Il 28 luglio 2024, ai Giochi olimpici di Parigi 2024, ottiene il quarto posto individuale perdendo la finale per il bronzo contro Eleanor Harvey per 15 a 12.
Il 1 Agosto 2024 vince la medaglia d'Argento ai Giochi olimpici di Parigi 2024 nella gara del Fioretto a squadre insieme alle fiorettiste Arianna Errigo, Martina Favaretto e Francesca Palumbo dopo aver perso in Finale per 45 a 39 contro gli Usa.

## Palmarès

### Risultati élite
In carriera ha ottenuto i seguenti risultati:
Giochi olimpici
Individuale
A squadre
- Argento nel fioretto a Parigi 2024
- Bronzo nel fioretto a Tokyo 2020

Mondiali
Individuale
- Oro nel fioretto a Wuxi 2018
- Oro nel fioretto a Milano 2023
- Argento nel fioretto a Lipsia 2017

A squadre
- Oro nel fioretto a Lipsia 2017
- Oro nel fioretto a Il Cairo 2022
- Oro nel fioretto a Milano 2023
- Argento nel fioretto a Wuxi 2018
- Argento nel fioretto a Budapest 2019
- Bronzo nel fioretto a Tbilisi 2025

Coppa del mondo di scherma
Classifica individuale
- nella classifica generale del fioretto nel 2019
- nella classifica generale del fioretto nel 2020
- nella classifica generale del fioretto nel 2022
- nella classifica generale del fioretto nel 2023

Classifica a squadre
- nella classifica generale del fioretto nel 2023

Prove individuali
- 2022/2023 -  (Parigi, Belgrado)
- 2021/2022 -  (Poznań, Parigi, Guadalajara);  (Incheon)
- 2019/2020 -  (Parigi)
- 2018/2019 -  (Torino);  (Anaheim, Il Cairo, Parigi)
- 2017/2018 -  (Algeri);  (Torino, Cancún, Parigi)
- 2016/2017 -  (Algeri, Torino)
- 2015/2016 -  (Cancún)
- 2014/2015 -  (Shanghai)
- 2013/2014 -  (Budapest)
- 2011/2012 -  (Shanghai)

Prove a squadre
- 2022/2023 -  (Parigi, Belgrado)
- 2021/2022 -  (Tauber, Parigi);  (Guadalajara);  (Belgrado)
- 2019/2020 -  (Il Cairo);  (Parigi)
- 2018/2019 -  (Il Cairo);  (Parigi, Algeri, Katowice)
- 2017/2018 -  (Parigi);  (Cancún)
- 2016/2017 -  (Algeri, Danzica, Parigi, Cancún, Tauber)
- 2015/2016 -  (Torino, Parigi, Cancún)

Europei
Individuale
- Bronzo nel fioretto a Tbilisi 2017
- Bronzo nel fioretto a Novi Sad 2018
- Bronzo nel fioretto a Düsseldorf 2019
- Bronzo nel fioretto a Adalia 2022
- Bronzo nel fioretto a Plovdiv 2023

A squadre
- Oro nel fioretto a Tbilisi 2017
- Oro nel fioretto a Novi Sad 2018
- Oro nel fioretto a Adalia 2022
- Oro nel fioretto a Basilea 2024
- Oro nel fioretto a Genova 2025
- Argento nel fioretto a Toruń 2016
- Bronzo nel fioretto a Düsseldorf 2019

Giochi europei
Individuale
- Oro nel fioretto a Baku 2015

A squadre
- Oro nel fioretto a Cracovia 2023
- Bronzo nel fioretto a Baku 2015

Universiadi
Individuale
- Bronzo nel fioretto a Kazan' 2013

A squadre
- Argento nel fioretto a Kazan' 2013

Campionati italiani
Individuale
- Oro nel fioretto a Milano 2018
- Oro nel fioretto a Palermo 2019
- Oro nel fioretto a Cassino 2021
- Argento nel fioretto a Trieste 2013

A squadre
- Oro nel fioretto a Bologna 2012
- Oro nel fioretto a Trieste 2013
- Oro nel fioretto a Acireale 2014
- Oro nel fioretto a Torino 2015
- Oro nel fioretto a Milano 2018
- Oro nel fioretto a Cagliari 2024
- Oro nel fioretto ad Piacenza 2025
- Argento nel fioretto a Palermo 2019
- Argento nel fioretto a Cassino 2021
- Bronzo nel fioretto a Livorno 2011
- Bronzo nel fioretto a Roma 2016

### Risultati giovani
Mondiali giovani
Individuale
- Oro nel fioretto a Mosca 2012
- Argento nel fioretto a Belfast 2009
- Bronzo nel fioretto a Baku 2010

A squadre
- Oro nel fioretto a Mar Morto 2011
- Oro nel fioretto a Mosca 2012
- Argento nel fioretto a Belfast 2009

Mondiali cadetti
Individuale
- Bronzo nel fioretto a Belfast 2009

Europei Under-23
Individuale
- Argento nel fioretto a Vicenza 2015

A squadre
- Bronzo nel fioretto a Tbilisi 2014
- Bronzo nel fioretto a Vicenza 2015

Europei giovani
Individuale
- Oro nel fioretto a Lobnja 2010
- Oro nel fioretto a Parenzo 2012

A squadre
- Oro nel fioretto a Odense 2009
- Oro nel fioretto a Lobnja 2010
- Oro nel fioretto a Parenzo 2012
- Bronzo nel fioretto ad Amsterdam 2008

Europei cadetti
Individuale
- Bronzo nel fioretto a Bourges 2009

A squadre
- Oro nel fioretto a Rovigo 2008
- Bronzo nel fioretto a Bourges 2009

Campionati del mediterraneo
Individuale
- Oro nel fioretto a Siracusa 2007

A squadre
- Oro nel fioretto a Siracusa 2007

### Altri risultati
Titoli under 23
- 2010 - Oro individuale Campionato Italiano Under 23

Titoli Giovanili
- 2009 - Oro individuale Campionato Italiano Cadette
- 2006 - Oro individuale Campionato Italiano Allieve